# 長權
長權是香港的一個由5位社工和6位長者組成的選舉聯盟，為民主300+的成員之一，於2016年成立。

## 2016年香港選舉委員會界別分組選舉
長權曾於2016年香港選舉委員會界別分組選舉中，派出11人參選社會福利界，結果其中4人當選。

### 選舉結果
| 號碼 | 姓名   | 名單 | 當選/(落選) |
| ---- | ------ | ---- | ----------- |
| 7    | 李肇鏐 | 長權 | 落敗        |
| 8    | 馮妙霞 | 長權 | 落敗        |
| 23   | 李志剛 | 長權 | 當選        |
| 26   | 陳文宜 | 長權 | 當選        |
| 29   | 張基   | 長權 | 落敗        |
| 31   | 梁梓敦 | 長權 | 落敗        |
| 55   | 傅煥彬 | 長權 | 落敗        |
| 85   | 陳錦章 | 長權 | 落敗        |
| 89   | 林宗祐 | 長權 | 落敗        |
| 95   | 翟冬青 | 長權 | 當選        |
| 96   | 劉翀   | 長權 | 當選        |

## 附註
1. ↑  指李志剛、陳文宜、翟冬青及劉翀四人。

## 外部連結
- 長權的Facebook專頁